# Garibald I de Bavaria
Garibald I (de asemenea, Garivald sau Gariwald), (n. secolul al VI-lea d.Hr., Bavaria, Germania – d. 593 d.Hr.) a fost duce sau rege de Bavaria între anii 555 și 591. Garibald este primul suveran cunoscut din familia Agilolfingilor.
După moartea regelui francilor Theudebald de Austrasia din dinastia Merovingiană, succesorul acestuia Chlothar I "a început să aibă o relație sexuală cu" regina-văduvă Waldrada, fiică a regelui Wacho al longobarzilor. Episcopii din jurul lui Chlothar au avut obiecții asupra acestei situații, drept pentru care Waldrada a fost dată spre căsătorie lui Garibald în 556. Această măsură nu numai că a condus la creșterea prestigiului lui Garibald, însă a creat legături politice trainice între tribul germanic ale baiuvarilor și ale longobarzilor din Pannonia și din Boemia. Acest lucru va avea consecințe după strămutarea longobarzilor în Italia din 568.
La un moment dat după 585, curtea merovingiană a căutat să îl aducă pe Garibald mai aproape de interesele sale prin contractarea unei căsătorii între fiica sa Theodelinda și regele Childebert al II-lea de Austrasia. În aceeași perioadă, merovingienii încercau să normalizeze relațiile cu regele Authari al longobarzilor, prin încheierea unei căsătorii a acestuia din urmă cu sora lui Childebert. Ambele propuneri au eșuat. Ofensat, Authari s-a logodit cu Theodelinda în 588. Temându-se de constituirea unei alianțe puternice anti-france între bavarezi și longobarzi, francii au trimis o armată asupra Bavariei, urmarea fiind trimiterea Theodelindei și a fiului lui Garibald Gundoald în Italia. Căsătoria dintre Authari și Theodelinda a avut loc în mai 589, iar regele longobard l-a numit noul său cumnat, Gundoald, ca duce de Asti. În 590, francii au invadat Lombardia, având promisiunea sprijinului din partea Bizanțului, însă au fost respinși.
În 591, regele Childebert a normalizat relațiile sale cu longobarzii și cu bavarezii. După ce regel longobard Authari a murit în 590, ducii longobarzi au solicitat reginei Theodelinda să se recăsătorească. Ea l-a ales ca soț și, implicit, ca rege al longobarzilor pe vărul lui Authari, Agilulf. Noii conducători longobarzi au încheiat pacea cu Childebert, starea de pace fiind menținută vreme de câteva decenii. Potrivit cronicarului longobard Paul Diaconul, pacea francilor cu Bavaria a fost reinstitituită atunci abia atunci când Childebert l-a numit pe Tassilo I ca rex. Nu se cunoaște dacă Garibald a fost depus sau a murit de moarte bună, și nici care a fost relația dintre el și Tassilo.